# Phare de Straumnes (Norðurland vestra)
Pour les articles homonymes, voir Phare de Straumnes.
Le phare de Straumnes (en islandais : Straumnesviti í Sléttuhlíð) est un phare situé dans la région de Norðurland vestra.